# أحمد بن مروان الكردي
أَحْمَدُ بنُ مَرْوَانَ بنِ دوسْتكَ الكُرْدِيُّ والملقب من قبل الخليفة العباسي أحمد القادر بالله بـ نَصْرُ الدَّوْلَةِ هو الأمير الثالث للسلالة المروانية الكردية، عاش ثمانين عاما وتوفي في شوال/أكتوبر سنة 453 هـ الموافق 1061 ميلادي ليخلفه ابنه نظام الدولة نصر.
تولى أحمد بن مروان الحكم إثر اغتيال شقيقه ممهد الدولة أبو منصور ليلة الخميس 5 جمادى الأولى سنة 401 هـ (الموافق 14 ديسمبر 1010م).